# スラムダンク 吠えろバスケットマン魂!! 花道と流川の熱き夏
「スラムダンク 吠えろバスケットマン魂!! 花道と流川の熱き夏」（スラムダンク ほえろバスケットマンだましい はなみちとるかわのあつきなつ）は、1995年7月15日に公開されたアニメーション映画。井上雄彦の漫画作品『SLAM DUNK』を原作とする劇場版第4弾。製作は集英社、テレビ朝日、電通、東映動画。配給は東映。カラー、ワイド。上映時間は39分。1995年夏の東映アニメフェアの上映作品の一つ。
時期的にはインターハイ予選決勝リーグ終了後からインターハイまでの約1ヶ月間の最中の出来事にあたる。

## あらすじ
流川の後輩で、富ケ丘中学バスケット部主将の水沢イチローは、医者から右膝が関節結核であると宣告されバスケットを断念せざるを得なくなる。
「流川先輩ともう一度バスケがしたい」と願うイチローの想いを最後に叶えるため、彼の姉である茜は中学時代の同級生であった晴子に相談を持ちかけた。インターハイ全国大会を目前に控えていることもあり赤木はそれを一度は拒否するも、自身も海南戦で負傷したこととイチローには後遺症が残ることを思い考えを改め、安西に相談を持ちかける。安西も快諾し、イチローは湘北の紅白練習試合に参加するが、試合直前になって流川はイチローと同じチームでプレイすることを断り、敵同士で戦うことを選んだ。赤木もそれを認め、白のユニフォームが赤木、流川、木暮、潮崎、桑田の組み合わせ、赤のユニフォームが三井、宮城、花道、安田、イチローの組み合わせになり、試合を開始する。

## ゲストキャラクター
水沢 イチロー（）
中学3年、背番号4、パワーフォワード（PF）
流川の中学の後輩で、富ヶ丘中バスケ部主将。姉の茜から「恋人のようなもの」と言われるほど、流川に心酔している少年。
ある日突然「関節結核」という病に罹患してしまう。手術をしても完治が難しく、そのうえ後遺症が残る可能性があるだけでなく、バスケ選手としての選手生命も断たれてしまうために当初は手術を受けることを拒絶していた。しかし、家族の説得によりようやく手術を受ける決心をしたが、それはバスケを辞める決意を固めるため、湘北バスケ部との紅白戦に参加。当初、流川とはチームメイトとしてプレイすることを望むが、流川の意向により対戦相手として戦うこととなる。
試合ではその身のこなしと技量で赤木や三井を驚かせ、「中学の動きじゃない」と評される高い実力を見せる。途中では右膝に激痛が走るも花道の頭突きと喝、流川の言葉を受け試合終了まで戦い抜いた。また、流川のテクニックや花道の赤木以上のジャンプ力とリバウンドに驚愕する。
試合後、流川から背番号11番のユニフォームをもらい、彩子から、2代目のマネージャーとして勧められる。
花道からは「中坊君」、茜には「いっちゃん」と呼ばれる。

水沢 茜（）
イチローの姉で晴子の中学時代の同級生。結核により選手生命を断たれてしまう弟のために晴子にイチローにとって最後となる試合の相談をする。

## 声の出演
- 桜木花道：草尾毅
- 赤木晴子：平松晶子
- 赤木剛憲：梁田清之
- 流川楓：緑川光
- 三井寿：置鮎龍太郎
- 宮城リョータ：塩屋翼
- 木暮公延、ナレーション：田中秀幸
- 水戸洋平：森川智之
- 高宮望：塩屋浩三
- 野間忠一郎：幹本雄之
- 大楠雄二、潮崎哲士：林延年
- 安田靖春：小野坂昌也
- 角田悟：里内信夫
- 彩子：原えりこ
- 安西光義：西村知道
- 水沢イチローの父：麻生智久
- 水沢イチローの母：中山真奈美
- 医師：河合義雄
- 女性アナ：豊嶋真千子
- 女生徒：宇和川恵美
- 富中部員：幸野善之
- 水沢イチロー：石田彰
- 水沢茜：鷹森淑乃

## スタッフ
- 製作：高岩淡、安齋富夫、泊懋
- 原作：井上雄彦
- 脚本：岸間信明
- 音楽：BMF (Being MUSIC FACTORY INC.)
- 作画監督：大西陽一
- 美術監修：坂本信人
- 監督：明比正行

## 主題歌
オープニングテーマ：ZYYG『ぜったいに 誰も』（作詞：高山征輝、作曲：織田哲郎、編曲：ZYYG）
エンディングテーマ：MANISH『煌めく瞬間に捕われて』（作詞：高橋美鈴・川島だりあ、作曲：川島だりあ、編曲：明石昌夫）
挿入歌：BAAD『ENDLESS CHAIN (CINEMA ver.)』（作詞：山田泰二、作曲：大田紳一郎）

## 同時上映
- ドラゴンボールZ 龍拳爆発!!悟空がやらねば誰がやる
- NINKU -忍空-